# Вашингтонский университет
Вашингтонский университет (англ. University of Washington, в просторечии — «U-Dub») — государственный научно-исследовательский университет в Сиэтле, штат Вашингтон.
Один из старейших университетов на западном побережье США. Основан в 1861 году. Разделён на три кампуса, старейший и самый большой из которых расположен в университетском районе Сиэтла, а два других — в городах Такома и Ботелл. Вашингтонский университет насчитывает 500 зданий и более 20 млн квадратных метров площади, в том числе более 26 университетских библиотек, офисное здание UW Tower, музеи, художественные галереи, лаборатории, лекционные залы и конференц-центры.
Вашингтонский университет является членом Ассоциации американских университетов и на протяжении многих лет входит в число 15 лучших университетов мира по мнению различных международных изданий. Университет предлагает степень бакалавра, магистра и доктора в 140 различных дисциплинах, организованных и сгруппированных в многочисленные колледжи и школы. Среди выпускников, преподавателей и студентов Вашингтонского университета много лауреатов Нобелевской премии, лауреатов Пулитцеровской премии, ученых Фулбрайта, ученых Родса, ученых Маршалла, а также представителей выдающихся учреждений. В Вашингтонском университете находится одна из лучших медицинских школ США, а также некоторые из лучших институтов страны, специализирующихся в области бизнеса, информатики, инженерии, права, фармации и статистики. Университет участвует в спортивной конференции NCAA Division I Pac-12 (Pac-12). Университетские атлетические команды называются «Хаски».

## История

### Основание университета
История университета начинается с 1854 года, когда губернатор Исаак Стивенс выдвинул рекомендацию о создании университета в штате Вашингтон. Влиятельные жители Сиэтла, включая проповедника Методистской церкви Даниэля Бэгли, увидели в этом шанс повышения конкурентоспособности и улучшение перспектив, как и престижа, Сиэтла. Они убедили одного из отцов-основателей Сиэтла, Артура А. Денни, в важности создания университета. Сначала было решено заложить два университета, но позже это решение было пересмотрено в пользу одного университета, который должен был находиться в округе Льюис, с условием, что под строительство там будут предоставлены земельные участки. Когда строительство ни в одном из районов так и не началось, в 1858 году Денни успешно подал прошение в законодательный орган о пересмотре идеи сделать Сиэтл центральным местом постройки университета.
В 1861 году в Сиэтле начались поиски подходящего участка с площадью не менее 10 акров (4 га), который бы служил в качестве нового университетского городка. Артур и Мэри Денни пожертвовали восемь акров, в то время как такие основатели как Эдвард Ландер, а также Чарли и Мэри Терри, пожертвовали два акра на холме Денни в центре Сиэтла. Вся эта территория граничила с 4-й авеню на западе, 6-й авеню на востоке, Юнион-стрит на севере и Сенека-стрит на юге.
4 ноября 1861 года Вашингтонский университет открылся под названием Территориальный университет Вашингтона. Законодательный орган принял статьи, утверждающие университет, и в 1862 году назначил своих членов совета. Университету поначалу приходилось нелегко. Он закрывался три раза: в 1863 году из-за низкого числа абитуриентов и снова в 1867 и 1876 годах из-за нехватки средств. В 1876 году в Вашингтонском университете получила диплом со степенью бакалавра в области науки первая выпускница, Клара Антуанетт Маккарти Уилт.

### Перебазирование XIX века
К 1889 году, когда штат Вашингтон вступил в Союз, Университет и Сиэтл значительно выросли. Общее количество студентов в университете увеличилось с 30 до 300, а изоляция кампуса в центре Сиэтла столкнулась с быстрым развитием. Был создан специальный законодательный комитет во главе с Эдмондом Мини, выпускником данного университета, с целью поиска нового кампуса, который будет более функционален для студентов и преподавателей. В конечном счёте комитет выбрал участок на северо-востоке Сиэтла под названием Union Bay (рус. Бухта Содружества), на чью покупку и строительство университета на той территории законодательные органы выделили средства. В 1895 году университет переехал в новый кампус, переместившись в недавно построенный зал Денни (Denny Hall). Регенты университета безуспешно пытались продать старый кампус и в итоге договорились об аренде территории, которая позже станет одним из самых ценных объектов недвижимости университета в современном Сиэтле, приносящих миллионы годового дохода. Первоначальное здание Территориального университета было снесено в 1908 году, а на его прежнем месте сейчас находится отель Fairmont Olympic.
Единственными сохранившимися остатками первого здания в Вашингтоне являются четыре 24-футовые (7,3 м) ионические колонны из белого кедра, спасенных одним из первых выпускников университета и бывшего руководителя его исторического факультета, Эдмоном С. Мини. Колонны получили названия «Верность», «Промышленность», «Вера» и «Эффективность» или «Жизнь». Сейчас они находятся в Театре Sylvan Grove.
Рост репутации Вашингтонского университета совпал с серией рекордных усилий по сбору средств за последние три десятилетия. С 1998 по 2004 год «Кампания за Вашингтонский университет» собрала 1,55 миллиарда долларов, которые были направлены на дополнительные стипендии, профессорские должности и исследовательские инициативы.

### Президентские выборы
Кампус был местом проведения четырёх президентских дебатов и одних вице-президентских дебатов: первые президентские дебаты 1992 — 11 октября 1992, третьи президентские дебаты 2000 — 17 октября 2000, вторые президентские дебаты 2004 —  8 октября 2004, дебаты вице-президента 2008 —  2 октября и вторые президентские дебаты 2016 — 9 октября 2016. Университет должен был провести дебаты в 1996 году, но эти дебаты были отменены, когда количество запланированных дебатов было сокращено до двух.

## Кампусы

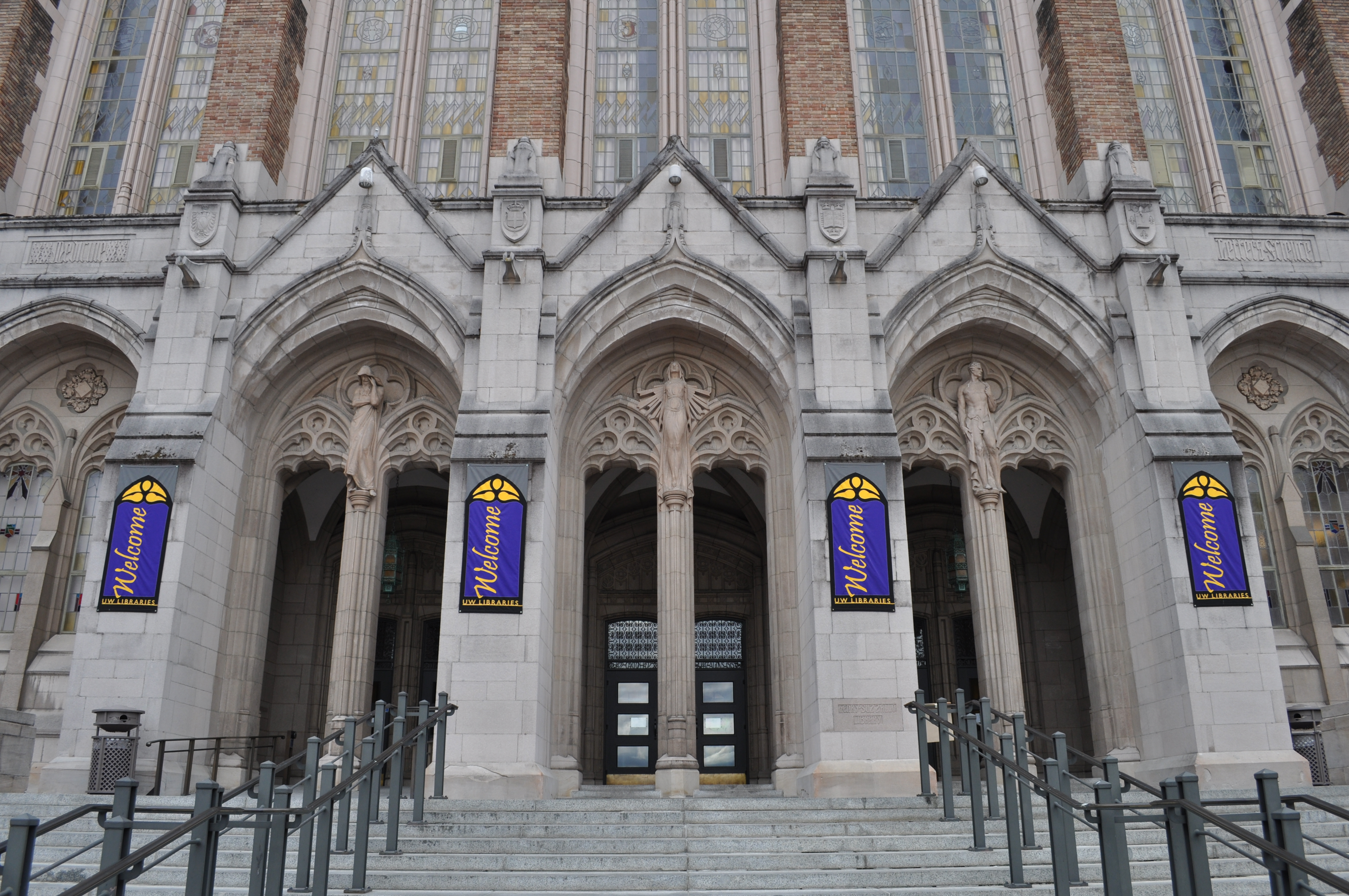
Главный вход в библиотеку Суззалло. Здание выполнено в стиле коллегиальной готики.

Главный кампус Вашингтонского университета в Сиэтле простирается от берегов озерных заливов Юнион и Портедж Бей, с уходящим вдаль видом на Каскадный хребет к востоку и виднеющимися на западе горами Олимпик. Кампус отрезан от города 15-й авеню с запада и 45-й улицей с севера, на востоке бульваром Монтлейк и улицей Пацифик на юге.
- Красная площадь — сердце кампуса, она окружена такими историческими строениями: библиотека Суззалло, статуя Джорджу Вашингтону, Сломанный Обелиск. На площади собираются студенты на массовые мероприятия и праздники, концерты, ярмарки, фестивали и пр.
- Юниверсити Уэй, известный в местном масштабе как «Авеню» или «Ав», находится неподалёку и является одной из самых оживленных улиц университетского городка.
- «Восточный кампус» в основном занят водными угодьями и полями под спортивные мероприятия.
- «Южный кампус» занимает территорию между улицей Пацифик и озером Вашингтон, которая была передана для строительства Медицинского факультета Вашингтонского университета. Сейчас здесь расположен Медицинский центр и другие учреждения.
- В «Западном кампусе» многие строения расположены на городских улицах и простираются между 15-й авеню и Трассой 5 до 41-й улицы.

Кампус неоднократно признавался одним из самых красивых и интересных в США. Такие фильмы как «21 и больше», «Шестой игрок», «Военные игры» и «Покрытое тайной: Так что же мы знаем?!» были сняты в кампусе университета.

## Известные выпускники
- Брюс Ли, киноактёр, популяризатор и реформатор в области китайских боевых искусств.
- Вэй Дай, компьютерный инженер известный вкладом в криптографию и криптовалюты.
- Мариам Камара, архитектор Нигера.
- Ник Сабо, учёный в области информатики, криптографии, а также в области права, известный в связи с исследованиями в области умных контрактов и криптовалюты.
- Фил Спенсер, бизнесмен, генеральный директор Microsoft Game Studios.